# گریگوری پالاماس
گریگوری پالاماس (به یونانی: Γρηγόριος Παλαμᾶς؛ حدود ۱۲۹۶ – ۱۳۵۷/۱۳۵۹) یک الهی‌دان یونانی بیزانسی و روحانی ارتدوکس شرقی در اواخر دوره بیزانس بود. او که راهبی از کوه آتوس (یونان امروزی) و بعدها اسقف اعظم تسالونیکی بود، به خاطر دفاعش از معنویت هسیخاستی، غیرمخلوق بودن نور تجلی، و تمایز بین جوهر و انرژی‌های خدا (یعنی اراده الهی، فیض الهی و غیره) مشهور است. آموزه‌های او در طول سه جدال مهم مطرح شد: (۱) با بارلام ایتالیایی-یونانی بین سال‌های ۱۳۳۶ و ۱۴۴۱، (۲) با راهب گریگوری آکیندینوس بین سال‌های ۱۴۴۱ و ۱۴۴۷، و (۳) با فیلسوف گرگوراس، از سال ۱۴۴۸ تا ۱۴۵۵. مشارکت‌های الهیاتی او گاهی اوقات به عنوان پالامیسم و پیروانش به عنوان پالامیت‌ها شناخته می‌شوند.
گریگوری از سال ۱۳۶۸ در کلیسای ارتدوکس شرقی به عنوان قدیس مورد احترام بوده است. در کلیسای کاتولیک پس از شورای دوم واتیکان نیز او را قدیس نامیده‌اند؛ پاپ ژان پل دوم بارها گریگوری را یک نویسنده الهیاتی بزرگ خواند. از سال ۱۹۷۱، کلیسای کاتولیک یونانی ملکیت گریگوری را به عنوان قدیس مورد احترام قرار داده است. برخی از نوشته‌های او در فیلکالیا گردآوری شده است، و از دوره عثمانی، یکشنبه دوم روزه بزرگ در بیشتر شاخه‌های ارتدوکس شرقی به یاد گریگوری پالاماس اختصاص داده شده است، در حالی که در برخی دیگر و در کلیساهای کاتولیک شرقی، این مسئله مورد بحث است.

## اوان زندگی
گریگوری پالاماس در حدود سال ۱۲۹۶ در قسطنطنیه به دنیا آمد. پدرش، کنستانتین، درباری امپراتور بیزانس آندرونیکوس دوم پالایولوگوس (۱۲۸۲–۱۳۲۸) بود، اما زمانی که گریگوری هنوز جوان بود، درگذشت. خود امپراتور در تربیت و آموزش این پسر یتیم نقش داشت و امیدوار بود که گریگوری با استعداد به خدمت دولتی بپردازد، اما پالاماس زندگی رهبانی در کوه آتوس را برگزید. مادر گریگوری (کالونی) و خواهر و برادرانش (تئودوسیوس، ماکاریوس، اپیچاریس و تئودوتی) نیز به رهبانیت روی آوردند و کل خانواده در سال ۲۰۰۹ توسط پاتریارک جهانی قسطنطنیه تقدیس شدند.
پیش از رفتن به کوه آتوس، گریگوری تحصیلات گسترده‌ای را در دانشگاه قسطنطنیه دریافت کرد، از جمله مطالعه ارسطو که آن را در حضور تئودور متوخیتس و امپراتور به نمایش گذاشت.

## زندگی رهبانی
علی‌رغم جاه‌طلبی‌های امپراتور برای او، گریگوری، که در آن زمان به سختی ۲۱ سال داشت، در سال ۱۳۱۶ به کوه آتوس رفت و در آنجا در صومعه واتوپدی تحت هدایت راهب بزرگ قدیس نیکودیموس واتوپدی مبتدی شد. سرانجام، او به کسوت راهبی درآمد و زندگی ریاضت‌کشی خود را ادامه داد. پس از درگذشت راهب نیکودیموس، گریگوری هشت سال مبارزه روحانی را تحت هدایت یک راهب بزرگ جدید، نیکفوروس، گذراند. پس از درگذشت این راهب بزرگ، گریگوری به لورای بزرگ قدیس آتاناسیوس آتوسی در کوه آتوس منتقل شد، جایی که به عنوان سرپرست غذاخوری و قاری کلیسا به برادران خدمت می‌کرد. او با آرزوی وقف بیشتر خود به دعا و ریاضت، وارد یک اسکیت (سکونتگاه رهبانی کوچک) به نام گلوسیا شد، جایی که تمرین باستانی دعای ذهنی معروف به «دعای قلب» یا هسیخاسم را آموزش می‌داد.
در سال ۱۳۲۶، به دلیل تهدید حملات ترک‌ها، او و برادران به شهر دفاع‌شده تسالونیکی عقب‌نشینی کردند، جایی که او سپس به مقام کشیشی منصوب شد. او با تقسیم وقت خود بین خدمت به مردم و پیگیری کمال روحانی، یک جامعه کوچک از زاهدان را در نزدیکی تسالونیکی در محلی به نام وریا تأسیس کرد.
او برای مدت کوتاهی به عنوان رئیس دیر اسفیگمنو خدمت کرد، اما در سال ۱۳۳۵ به دلیل نارضایتی از شدت ریاضت‌کشی در اداره رهبانی خود مجبور به استعفا شد.

## مناقشه هسیخاست
هسیخاسم توجه بارلام را جلب کرد؛ مردی که یا به ارتدوکس گرویده بود یا تعمید ارتدوکس یافته بود و در بازدید از کوه آتوس با هسیخاست‌ها مواجه شد و توصیفاتی از اعمال آن‌ها شنید؛ او همچنین نوشته‌های پالاماس، که خود راهبی آتوسی بود، را خوانده بود. بارلام که در الهیات اسکولاستیک غربی آموزش دیده بود، از هسیخاسم شوکه شد و شروع به مبارزه با آن هم به صورت شفاهی و هم در نوشته‌هایش کرد. بارلام به عنوان معلم خصوصی الهیات به سبک اسکولاستیک غربی، رویکردی عقلانی‌تر و گزاره‌ای‌تر به شناخت خدا را نسبت به آنچه هسیخاست‌ها آموزش می‌دادند، ترویج کرد.
در سوی هسیخاستی، پالاماس این بحث را بر عهده گرفت، که از سوی راهبان همکارش در کوه آتوس خواسته شده بود تا از هسیخاسم در برابر حملات بارلام دفاع کند. پالاماس در فلسفه یونان به خوبی تحصیل کرده بود. گریگوری تعدادی اثر در دفاع از آن نوشت و از هسیخاسم در شش شورای مختلف در قسطنطنیه دفاع کرد و در نهایت در شورای سال ۱۳۵۱ بر مهاجمان خود پیروز شد.

### نزاع اولیه بین بارلام و پالاماس
اگرچه بارلام اهل جنوب ایتالیا بود، اما تبار یونانی داشت و ارتدکس شرقی را به عنوان ایمان مسیحی خود اعلام کرد. بارلام که در حدود سال ۱۳۳۰ به قسطنطنیه رسید، تحت حمایت ژان ششم کانتاکوزنوس مشغول نگارش تفاسیری بر پسودو-دیونیسیوس آریوپاژی بود. در حدود سال ۱۳۳۶، گریگوری نسخه‌هایی از رساله‌های نوشته شده توسط بارلام علیه لاتین‌ها را دریافت کرد که درج فلیوکه در اعتقادنامه نیقیه توسط آن‌ها را محکوم می‌کرد. اگرچه این محکومیت یک الهیات ارتدوکس محکم بود، اما پالاماس با استدلال بارلام در حمایت از آن مخالفت کرد؛ یعنی اینکه تلاش‌ها برای اثبات ماهیت خدا (به ویژه، ماهیت روح‌القدس) باید کنار گذاشته شود، زیرا خدا در نهایت برای انسان‌ها ناشناختنی و غیرقابل اثبات است؛ بنابراین، بارلام اظهار داشت که تعیین اینکه روح‌القدس از چه کسی صادر می‌شود، غیرممکن است. به گفته سارا جی. دنینگ-بول، پالاماس استدلال بارلام را «خطرناکاً لاادری» می‌دانست. پالاماس در پاسخ خود با عنوان «رساله‌های اثباتی» اصرار داشت که در واقع قابل اثبات است که روح‌القدس از پدر صادر می‌شود اما نه از پسر. مجموعه‌ای از نامه‌ها بین آن دو رد و بدل شد، اما آن‌ها نتوانستند اختلافات خود را دوستانه حل کنند.

### سه‌گانه‌ها
در پاسخ به حملات بارلام، پالاماس نُه رساله با عنوان «سه‌گانه‌ها در دفاع از کسانی که سکون مقدس را تمرین می‌کنند» نوشت. این رساله‌ها «سه‌گانه» نامیده می‌شوند زیرا به صورت سه مجموعه از سه رساله سازماندهی شده بودند.
سه‌گانه‌ها در سه مرحله نوشته شدند. سه‌گانه اول در نیمه دوم دهه ۱۳۳۰ نوشته شد و بر اساس بحث‌های شخصی بین پالاماس و بارلام است، اگرچه نام بارلام هرگز در آن ذکر نشده است.
آموزه گریگوری توسط سرپرستان و راهبان اصلی کوه آتوس، که در شورای سال‌های ۱۴۴۰–۱۴۴۱ تشکیل جلسه دادند، تأیید شد. در اوایل سال ۱۴۴۱، جوامع رهبانی کوه آتوس توم هاگیوریتی را تحت نظارت و الهام پالاماس نوشتند. اگرچه این توم نام بارلام را ذکر نمی‌کند، اما این اثر به وضوح دیدگاه‌های بارلام را هدف قرار می‌دهد. این توم یک ارائه سیستماتیک از آموزه پالاماس را فراهم می‌کند و به کتاب درسی بنیادی برای عرفان بیزانسی تبدیل شد.
در پاسخ، بارلام «علیه مسالیان» را نوشت که برای اولین بار به‌طور مستقیم به گریگوری حمله کرد. بارلام با تمسخر هسیخاست‌ها را اومفالوپسیخوی (مردان با روح در ناف خود) نامید و آن‌ها را متهم به بدعت مسالیانیسم، که در شرق با نام بوگومیلیسم نیز شناخته می‌شود، کرد. به گفته میندورف (Meyendorff)، بارلام «هر ادعایی از تجربه واقعی و آگاهانه خدا را به عنوان مسالیانیسم» می‌دید.
بارلام همچنین با آموزه هسیخاست‌ها در مورد ماهیت غیرمخلوق نور که گفته می‌شد هدف عمل هسیخاستی است، مخالفت کرد و آن را بدعتی و کفرآمیز می‌دانست. هسیخاست‌ها معتقد بودند که این نور منشأ الهی دارد و با نوری که در کوه تبور در تجلی یسوع مسیح به شاگردان یسوع ظاهر شد، یکسان است. بارلام این آموزه «نور غیرمخلوق» را چندخدایی می‌دانست زیرا دو جوهر ابدی، یک خدای دیدنی و یک خدای نادیدنی، را فرض می‌کرد. بارلام استفاده از دعای یسوع را به عنوان عملی از بوگومیلیسم متهم می‌کند.
سه‌گانه دوم برخی از نوشته‌های بارلام را مستقیماً نقل می‌کند. در پاسخ به این سه‌گانه دوم، بارلام رساله «علیه مسالیان» را نوشت که هسیخاست‌ها را به مسالیان ربط می‌دهد و بدین ترتیب آن‌ها را به بدعت متهم می‌کند.
در سه‌گانه سوم، پالاماس اتهام بارلام مبنی بر مسالیانیسم را با نشان دادن اینکه هسیخاست‌ها نه با ضد-اسرارگرایی مسالیان اشتراکی داشتند و نه ادعا می‌کردند که جوهر خدا را با چشمان خود می‌بینند، رد کرد. به گفته پدر جان میندورف، «گریگوری پالاماس تمام بحث خود را علیه بارلام کالابریایی بر سر مسئله حکمت هلنی متمرکز می‌کند، که آن را منبع اصلی خطاهای بارلام می‌داند.»

### نقش در جنگ داخلی بیزانس
اگرچه جنگ داخلی بین حامیان ژان ششم کانتاکوزنوس و نایب‌السلطنه‌های ژان پنجم پالایولوگوس عمدتاً یک درگیری مذهبی نبود، اما اختلاف الهیاتی بین حامیان و مخالفان پالاماس در این درگیری نقش داشت. استیون رانسی‌من اشاره می‌کند که «در حالی که اختلاف الهیاتی باعث تشدید درگیری شد، احزاب مذهبی و سیاسی با هم منطبق نبودند.» اشراف از پالاماس حمایت کردند عمدتاً به دلیل تمایلات محافظه‌کارانه و ضد غربی و همچنین ارتباطاتشان با صومعه‌های سرسخت ارتدوکس. اگرچه چندین استثناء قابل توجه این مسئله را بازمی‌گذارد، اما در اذهان عمومی (و تاریخ‌نگاری سنتی)، حامیان «پالامیسم» و «کانتاکوزنیسم» معمولاً برابر فرض می‌شوند؛ بنابراین، پیروزی نهایی کانتاکوزنوس در سال ۱۳۴۷ همچنین پیروزی قاطع پالامیست‌ها را بر ضد-پالامیست‌ها به همراه آورد.

### شورای پنجم قسطنطنیه
روشن شد که اختلاف بین بارلام و پالاماس غیرقابل حل است و به قضاوت یک شورای اسقفی نیاز دارد. مجموعه‌ای از شش شورای پاتریارکی در قسطنطنیه در تاریخ‌های ۱۰ ژوئن ۱۳۴۱، اوت ۱۳۴۱، ۴ نوامبر ۱۳۴۴، ۱ فوریه ۱۳۴۷، ۸ فوریه ۱۳۴۷ و ۲۸ می ۱۳۵۱ برای بررسی این مسائل برگزار شد. به‌طور جمعی، این شوراها توسط مسیحیان ارتدوکس از نظر مسکونی (جهانی) پذیرفته شده‌اند، برخی از آن‌ها این شوراها را شورای پنجم قسطنطنیه و نهمین شورای جهانی می‌نامند.
بحث بر سر هسیخاسم در شورایی که در ماه می ۱۳۴۱ در قسطنطنیه به ریاست امپراتور آندرونیکوس سوم برگزار شد، مطرح شد. این مجمع، تحت تأثیر احترامی که نوشته‌های پسودو-دیونیسیوس در کلیسای شرقی داشت، بارلام را محکوم کرد و او اظهار ندامت کرد. پاتریارک جهانی اصرار داشت که تمام نوشته‌های بارلام نابود شود، و بدین ترتیب، هیچ نسخه کاملی از رساله بارلام «علیه مسالیانیسم» باقی نمانده است.
حامی اصلی بارلام، امپراتور آندرونیکوس سوم، تنها پنج روز پس از پایان شورا درگذشت. اگرچه بارلام در ابتدا به فرصت دومی برای ارائه پرونده خود علیه پالاماس امیدوار بود، اما به زودی به بی‌فایدگی پیگیری هدف خود پی برد و به کالابریا رفت، جایی که به کلیسای روم گروید و به عنوان اسقف گراچه منصوب شد.
پس از خروج بارلام، گریگوری آکیندینوس منتقد اصلی پالاماس شد. شورای دومی که در اوت ۱۳۴۱ در قسطنطنیه برگزار شد، آکیندینوس را محکوم کرد و یافته‌های شورای قبلی را تأیید کرد. آکیندینوس و حامیانش در شورایی که در سال ۱۳۴۴ برگزار شد، پیروزی کوتاهی به دست آوردند که پالاماس را تکفیر کرد. با این حال، آخرین این شوراها، که در می ۱۳۵۱ برگزار شد، به‌طور قطعی پالاماس را تبرئه و مخالفان او را محکوم کرد. این شورا دستور داد که متروپولیتن‌های افسس و گانوس خلع لباس شده و زندانی شوند. همه کسانی که حاضر به تسلیم در برابر دیدگاه ارتدوکس نبودند، باید تکفیر شده و تحت نظارت در اقامتگاه‌های خود نگهداری می‌شدند. مجموعه‌ای از نفرین‌نامه‌ها علیه بارلام، آکیندینوس و پیروانشان صادر شد؛ در عین حال، مجموعه‌ای از تحسین‌نامه‌ها نیز به نفع گریگوری پالاماس و پیروان آموزه او اعلام شد. یکی از مخالفان برجسته پالامیسم نیکفوروس گرگوراس بود که از تسلیم در برابر احکام شورا سر باز زد و عملاً به مدت دو سال در یک صومعه زندانی شد.

### پذیرش تدریجی آموزه پالامایی
کالیستوس اول و پاتریارک‌های جهانی که پس از او آمدند، مبارزه شدیدی را برای پذیرش آموزه‌های پالامایی توسط سایر پاتریارک‌نشین‌های شرقی و همچنین همه اسقف‌نشین‌های متروپولیتن تحت صلاحیت آن‌ها آغاز کردند. با این حال، غلبه بر مقاومت اولیه در برابر آموزه‌های او زمان برد. به عنوان مثال، متروپولیتن کیف، پس از دریافت توم‌هایی از کالیستوس که آموزه پالامایی را توضیح می‌دادند، آن را به شدت رد کرد و پاسخی در رد آن نوشت. به همین ترتیب، پاتریارک‌نشین انطاکیه به شدت مخالف چیزی بود که آن را یک نوآوری می‌دانست؛ با این حال، تا پایان قرن چهاردهم، پالامیسم در آنجا پذیرفته شد. اعمال مشابهی از مقاومت در اسقف‌نشین‌های متروپولیتن که توسط لاتین‌ها اداره می‌شدند و همچنین در برخی مناطق خودمختار کلیسایی، مانند کلیسای قبرس، دیده شد.
یکی از نمونه‌های قابل توجه کمپین برای اعمال ارتدوکس بودن آموزه پالامایی، اقدام پاتریارک فیلوتئوس اول برای سرکوب پروخوروس کیدونیس، یک راهب و کشیش در کوه آتوس بود که مخالف پالامیست‌ها بود. کیدونیس تعدادی رساله ضد پالامایی نوشته بود و حتی زمانی که در حضور پاتریارک آورده شد و به او دستور داده شد که به آموزه ارتدوکس پایبند باشد، به شدت علیه پالامیسم استدلال می‌کرد. سرانجام، فیلوتئوس با ناامیدی، در آوریل ۱۳۶۸ شورایی را علیه کیدونیس تشکیل داد. با این حال، حتی این اقدام شدید نیز نتوانست به تسلیم کیدونیس منجر شود، و در نهایت، او تکفیر شد و برای همیشه از روحانیت معلق شد. توم طولانی که برای شورا آماده شده بود، با فرمانی مبنی بر تقدیس پالاماس، که در سال‌های ۱۳۵۷/۵۹ درگذشته بود، به پایان می‌رسد.
با وجود مخالفت اولیه برخی پاتریارک‌نشین‌ها و اسقف‌نشین‌ها، با گذشت زمان، مقاومت کاهش یافت و در نهایت، آموزه پالامایی در سراسر کلیسای ارتدوکس شرقی پذیرفته شد. در این دوره، عرف شد که پاتریارک‌های جهانی هنگام تصدی مقام خود، آموزه پالامایی را اقرار کنند.
مارتین ژوژیه (Martin Jugie) بیان می‌کند که مخالفت لاتین‌ها و لاتینوفرون‌ها (کسانی که طرفدار لاتین‌ها بودند) که لزوماً با این آموزه خصومت داشتند، در واقع به پذیرش آن کمک کرد، و به زودی لاتینیسم و ضد-پالامیسم در اذهان بسیاری از مسیحیان ارتدوکس معادل شدند.
به گفته آریستیدس پاپاداکیس، "همه محققان ارتدوکس که در مورد پالاماس نوشته‌اند – لوسکی، کریووشاین، پاپامیخائل، میندورف، خریستو – صدای او را بیان مشروعی از سنت ارتدوکس می‌دانند."

## درگذشت و تقدیس

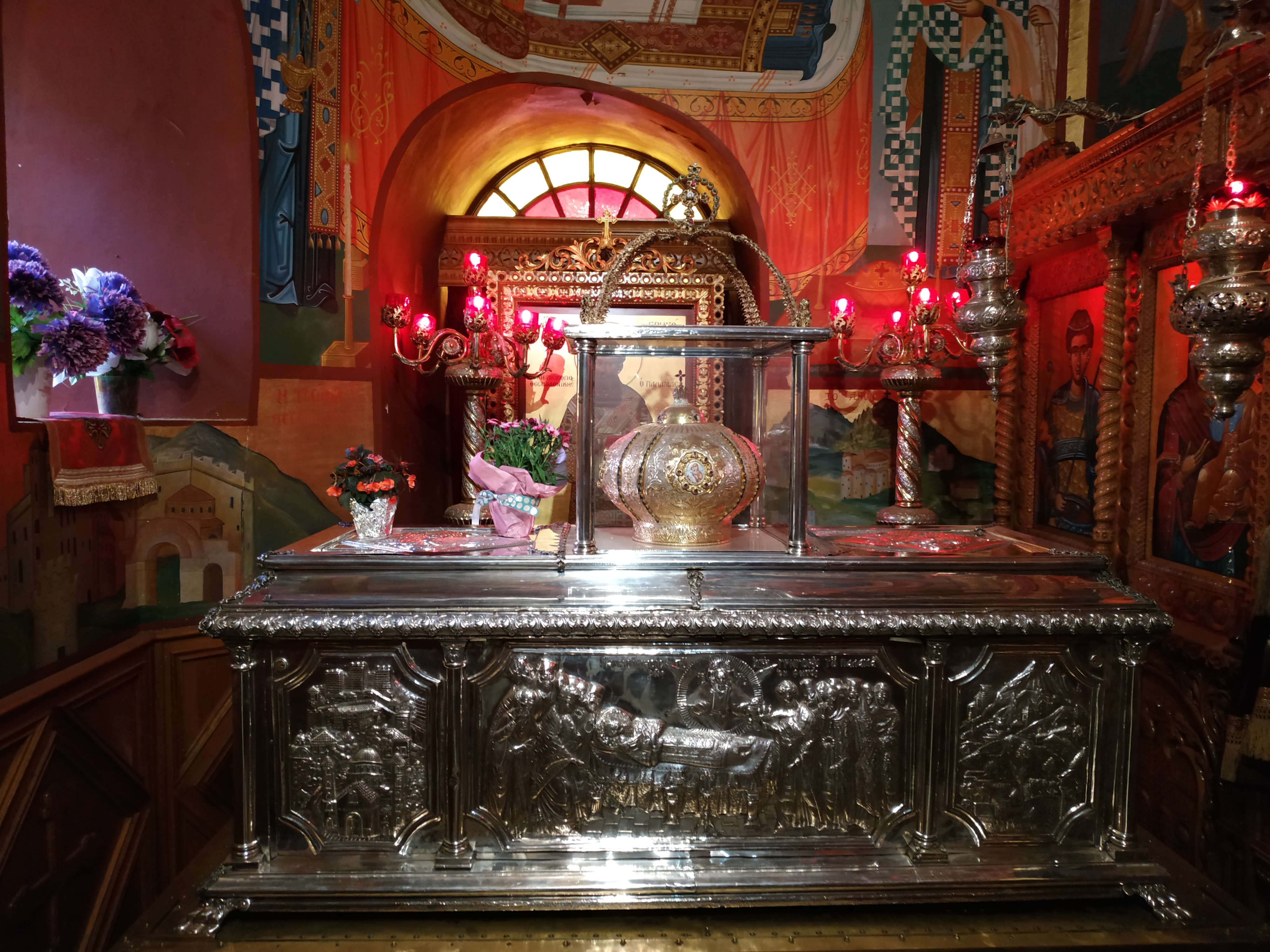
مقبرهٔ قدیس گریگوری پالاماس

پالاماس در سال ۱۳۵۷ یا ۱۳۵۹ درگذشت. آخرین سخنان او این بود: "به سوی اوج! به سوی اوج!" او در سال ۱۳۶۸ توسط پاتریارک فیلوتئوس قسطنطنیه به عنوان قدیس کلیسای ارتدوکس شرقی تقدیس شد. فیلوتئوس همچنین زندگی‌نامه (Vita) او را نوشت و مراسمی را که به افتخار او خوانده می‌شود، تنظیم کرد. روز جشن او دو بار در سال، در ۱۴ نوامبر، سالگرد درگذشت او، و در یکشنبه دوم روزه بزرگ جشن گرفته می‌شود، زیرا پیروزی گریگوری بر بارلام به عنوان ادامه پیروزی ارتدوکس، یعنی پیروزی کلیسا بر بدعت، که یکشنبه قبل جشن گرفته شد، دیده می‌شود.
بقایای مقدس گریگوری در کلیسای قدیس گریگوری پالاماس در تسالونیکی قرار دارد.